# 菲利比·艾華斯·達·蘇沙
菲利比·艾華斯·達·蘇沙（Felipe Alves de Souza，1982年3月25日—），是巴西的足球運動員，司職防守中場。

## 合約
- 巴拉那 18/4/2006 to 15/9/2009

## 連結
- sambafoot
- CBF
- zerozero.pt[永久]
- placar[永久]